# Susanne Bruckmüller
Susanne Bruckmüller ist eine deutsche Sozialpsychologin und arbeitet als Professorin an der Friedrich-Alexander-Universität Erlangen-Nürnberg (FAU).

## Leben und Wirken
Susanne Bruckmüller studierte von Oktober 2001 bis August 2011 Psychologie an der Friedrich-Alexander-Universität Erlangen-Nürnberg (FAU), davon von 2004 bis 2007 als Master-Stipendiatin der Studienstiftung des Deutschen Volkes an der University of Kansas, USA. Den Aufenthalt dort schloss sie 2007 mit einem Master in Psychologie (Sozialpsychologie) ab und ein Jahr später beendete sie ihr Psychologie-Studium an der FAU mit Diplom und war dort anschließend bis 2012 als Wissenschaftliche Mitarbeiterin am Lehrstuhl Sozialpsychologie beschäftigt. 2009 ging sie zu Forschungszwecken an die SWPS University of Social Sciences and Humanities in Sopot, Polen.
Sie promovierte 2011 in Psychologie an der FAU Erlangen-Nürnberg mit der Dissertationsschrift „Implicit normativity in intergroup comparisons: The cultural reproduction of status inequalities via the comparative framing of differences“ und hatte von 2012 bis 2013 eine Post-Doc-Stelle an der University of Exeter, Großbritannien inne. Ab 2013 arbeitete sie als Junior-Professorin in Sozialpsychologie an der Universität Koblenz-Landau.
Im September 2017 folgte der Ruf für eine Professur zurück an die FAU Erlangen-Nürnberg. Seitdem hat sie dort am Institut für Psychologie den Lehrstuhl für Sozialpsychologie mit Schwerpunkt Gender und Diversity inne. Die Forschung beschäftigt sich schwerpunktmäßig mit sozialer Wahrnehmung, Kommunikation, Machtstrukturen und den gesellschaftlichen Auswirkungen von sozialer Ungleichheit von Gruppen, verursacht durch das Geschlecht, den sozio-ökonomischen Hintergrund und die ethnische Herkunft.

## Auszeichnungen
- 2018   Lehrpreis der FSI Psychologie der Friedrich-Alexander Universität Erlangen-Nürnberg
- 2017   Lehrpreis des Fachbereichs Psychologie der Universität Koblenz-Landau
- 2014   Heinz-Heckhausen-Jungwissenschaftlerpreis der Deutschen Gesellschaft für Psychologie
- 2013   Joachim Matthes und Walter Toman-Preis der Friedrich-Alexander Universität Erlangen-Nürnberg für eine  besonders   herausragende sozial- bzw. humanwissenschaftliche Promotion in 2011/12[3]

## Veröffentlichungen (Auswahl)
- Anette Malapally, Susanne Bruckmüller: Talking About Privilege: Framing Inequality as Advantage Is More Likely for Inequality in Positive Than in Negative Outcome. 6. August 2024, doi:10.1177/01461672241265779 (englisch).
- Maike Braun, Sarah Martiny, Susanne Bruckmüller: From serial reproduction to serial communication: transmission of the focus of comparison in lay communication about gender inequality. In: Human Communication Research. Band 49, Nr. 1, Januar 2023, S. 35–46, doi:10.1093/hcr/hqac024 (englisch).
- Susanne Bruckmüller, Maike Braun: One Group’s Advantage or Another Group’s Disadvantage? How Comparative Framing Shapes Explanations of, and Reactions to, Workplace Gender Inequality. Hrsg.: https://doi.org/10.1177/0261927X20932631. 25. Juni 2020 (englisch).
- Vera Hoorens, Susanne Bruckmüller: Less is more? Think again! A cognitive fluency – based more – less asymmetry in comparative communication. In: Journal of Personality and Social Psychology. Band 105, Nr. 5, November 2015, S. 753–766 (englisch, apa.org).
- Peter Hegarty, Susanne Bruckmüller: Asymmetric explanations of group differences: Experimental evidence of Foucault’s disciplinary power. In: Social and Personality Psychology Compass. Band 7, Nr. 3, 5. März 2013, S. 176–186 (englisch).